# Бања (Зубин Поток)
Бања (Бање, алб. Banjë) је насеље у општини Зубин Поток на Косову и Метохији. Насеље се налази на крајњем северозападу општине Зубин Поток и граничи се са административном границом Косова и Метохије и централне Србије, Насеље је припојено територији Косова и Метохије 18. априла 1947. године. Атар села се налази на територији катастарске општине Бање површине 1.033 ha, у истој КО се налазе и насеља Горње Вараге, Витаково и Клечке. Село је након 1999. године познато и као Ибарска Бања (алб. Bajë e Ibrit)
Село је добило име по топлим изворима у засеоку Шпиље (Чпиље) у непосредној близини Ибра, које је користило локално становништво за бањско лечење. Топли извори под називом Илиџа су изградњом вештачке акумулације језера Газиводе су потопљени 1977. године, али се име проширило на цело село које обухвата поред потопљеног засеока Шпиље и централни део насеља који је на присојним странама Бањског Потока.
Као српско село први пут се помиње у турском попису из 1455. године. Усред села је постојало старо црквиште на којем су сељаци, између два светска рата, подигли нову цркву. Приликом градње, употребљавали су и камену пластику са старе цркве. Уз цркву се налази старо и ново гробље, а најбоље су очувани камени надгробни споменици из 19. века. Насељу Бања је до 1975. године припадао и заселак Клечке у изворишту Бањског Потока, али је од тада самостално насеље.
У потопљеном засеоку Шпиље постојао је део Кулина, због куле која је била звоник утврђеног манастира са црквом и звоником-кулом. Манастирска црква је саграђена у периоду од 10. до 14. века, а састојала се од нартекса, егзонартекса, звоника и гробља. Кула је била висока 7 метара, а широка у основи око 3 метра, међутим улаз у кулу је био затрпан земљом. На северном зиду југоисточне куле постоји урезан ћирилски натпис из кога се види да је 1492. године дошло до рушења цркве или звоника. На црквеном гробљу је око 150 старих монолитних надгробних споменика, због чега оно представља једну од највећих и најочуванијих средњовековних некропола не само на Косову и Метохији него и у Србији.
После ослобађања од турске власти место је у саставу Рашког округа, у срезу дежевском, у општини рајетићској и 1912. године има 128 становника.
Становништво села је углавном пореклом из Црне Горе из братства Кучи. Насеље је насељено искључиво Србима православне вере. Број становника непосредно после Другог светског рата расте све до средине 60-их, када почиње одсељавање становништва и то углавном у Крагујевац.

## Демографија
Према проценама из 2009. године које су коришћене за попис на Косову 2011. године, ово насеље је имало 70 становника, већина Срби.
| Година       | 1948 | 1953 | 1961 | 1971 | 1981 | 1991 | 2011 |
| ------------ | ---- | ---- | ---- | ---- | ---- | ---- | ---- |
| Становништво | 102  | 166  | 197  | 177  | 124  | 85   | 70   |

|  |